# Clausena emarginata
Clausena emarginata är en vinruteväxtart som beskrevs av Cheng Chiu Huang. Clausena emarginata ingår i släktet Clausena och familjen vinruteväxter. Inga underarter finns listade i Catalogue of Life.